# Catedral basílica de la Asunción de María (Nardó)
La Catedral Basílica de la Asunción de María o Catedral de Nardó (en italiano: Basilica Cattedrale di S. Maria Assunta) Es una catedral católica en la ciudad de Nardó, provincia de Lecce, región de Apulia, Italia, dedicada a la Asunción de la Virgen María. Antiguamente la sede de los obispos de Nardò, desde 1986 ha sido sede episcopal de la diócesis de Nardó-Gallipoli.
La catedral actual probablemente se encuentra en el sitio de una iglesia bizantina. En 1080, una iglesia fue construida aquí por los conquistadores normandos, que fue elevado a la categoría de una catedral a principios del siglo XV.
El edificio ha sufrido una serie de renovaciones. La fachada actual data de 1710-1725. El interior contiene tanto frescos medievales como frescos del siglo XIX de Cesare Maccari.

## Véase también

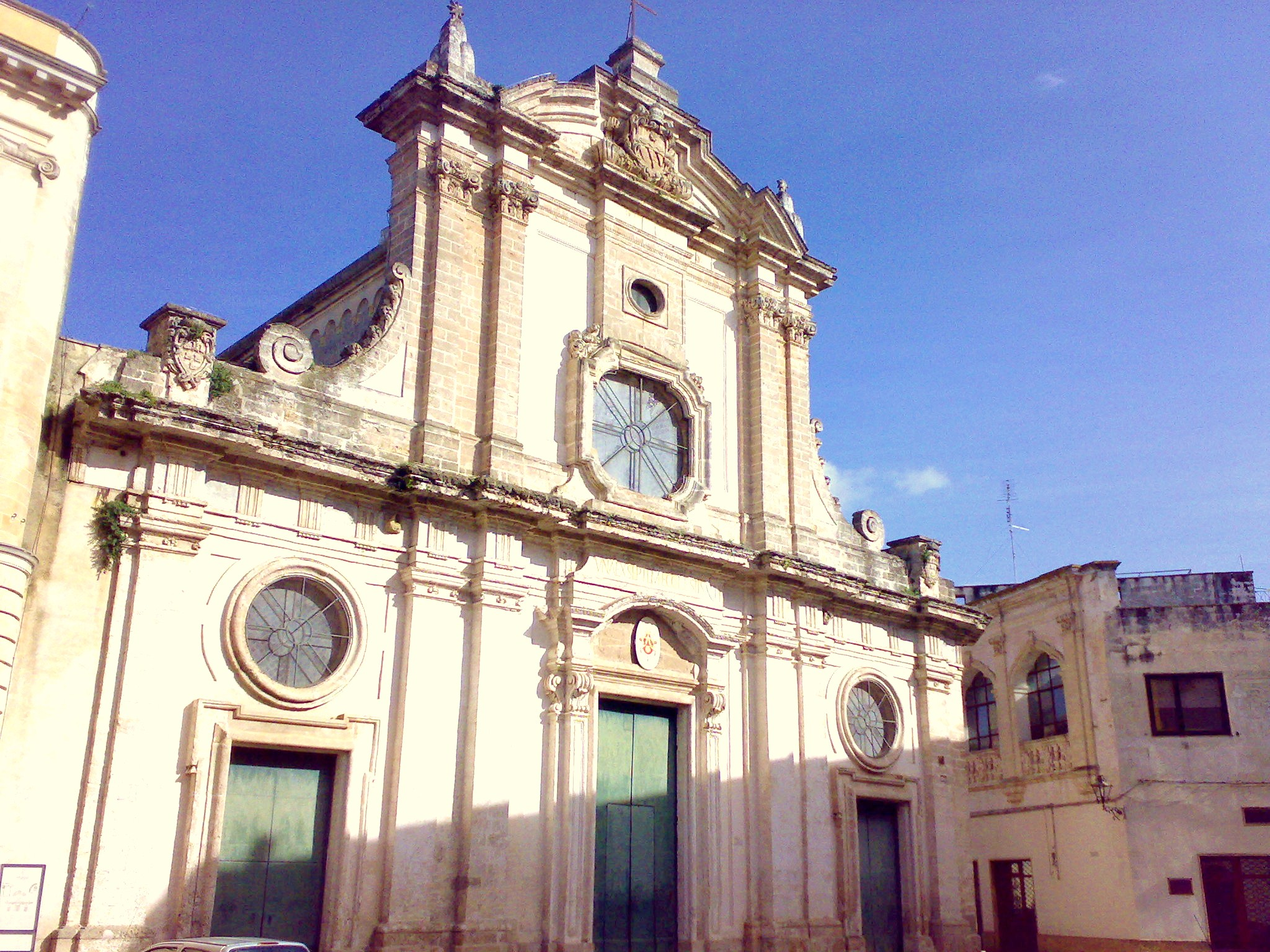
Otra vista del templo